# 舒一笑
舒一笑（1998年4月13日—），中国湖南省怀化市人，围棋职业六段棋手。他7岁学棋，2012年入段，2019年升为六段。

## 国内比赛成绩
2011年作为业余棋手获湖南省第26届九星杯冠军，2012年作为业余棋手获得第5届丰城杯第4名。2015年起代表长沙队参加城市围棋联赛，获2015-2016赛季全勤奖。

## 国际比赛成绩
2016年第1届新奥杯预选赛连胜高宇、陈正勋、陈亚峰进入本赛64强。本赛首轮击败中国名将党毅飞进入32强，次轮负于老将方天丰。

## 升段记录
初段：2012年7月。
二段：2014年7月。
三段：2015年7月。
四段：2016年7月。
五段：2018年6月。
六段：2019年9月。